# Neittävänjärvi
Neittävänjärvi är en sjö i Finland. Den ligger i kommunen Siikalatva i landskapet Norra Österbotten, i den centrala delen av landet, 500 km norr om huvudstaden Helsingfors. Neittävänjärvi ligger 108 meter över havet. Arean är 62 hektar och strandlinjen är 3,18 kilometer lång. Sjön  ingår i Siikajokis huvudavrinningsområde.   I omgivningarna runt Neittävänjärvi växer i huvudsak blandskog.